# Bernard Lemmens
Pour les articles homonymes, voir Lemmens.
Bernard Lemmens (né en 1949 à Genappe) est un pianiste classique et un pédagogue belge.

## Biographie
Bernard Lemmens a étudié le piano au Conservatoire royal de Bruxelles avec Eduardo del Pueyo. En 1972, il remporte le premier Prix du Concours National Scriabine de Mons, et est lauréat du Concours International Scriabine d’Oslo. Il débute alors une carrière de soliste, donne de nombreux concerts et récitals, tant en Belgique qu'en Scandinavie, en Europe de l'Est, en ex-URSS ainsi qu'en France, Allemagne, Angleterre, Italie, Espagne, Luxembourg et aux Pays Bas, où il est remarqué pour son interprétation du 2e Concerto de Liszt au Concertgebouw d’Amsterdam. Il se produit notamment sous la direction de Roberto Benzi, Pierre Bartholomée, Mendi Rodan, Jean-Claude Casadesus,  Karl Anton Rickenbacher et Iouri Simonov.
Attaché au répertoire traditionnel romantique, notamment russe, il explore aussi l'œuvre de compositeurs moins joués tels Leopold Godowsky, Julius Reubke, Federico Mompou, Heitor Villa-Lobos, Nikolaï Miaskovski, Nikolaï Medtner. Il est par ailleurs considéré comme un spécialiste d'Alexandre Scriabine,.
Parallèlement à sa carrière de pianiste, Bernard Lemmens enseigne le piano à l'Académie de Woluwe-Saint-Lambert.

## Discographie
- Sergueï Prokofiev : Sonate no 6, opus 82 ; Cinq Visions fugitives, opus 22 ; Suggestion diabolique, opus 4 no 4 ; Légende, opus 12 no 6 ; Roméo et Juliette, opus 75 ; éditions Terpsichore, 1982
- André Jolivet : Sonates no 1 et no 2, Étude sur des modes antiques, 5 Danses rituelles ; éditions René Gailly, 1984
- Sergueï Rachmaninov : Étude-tableau op. 39, no 6 ; Sonate no 2 ; Prélude op. 32 no 10
- Franz Liszt : Funérailles ; Lugubre Gondole, éditions Das Beste, 1991